# Dessau
Dessau es una subdivisión urbana (Stadtteil) de la ciudad alemana de Dessau-Roßlau, en el Estado federado de Sajonia-Anhalt. En general, comprende la parte de la ciudad ubicada en la margen izquierda del río Elba.
Antes de la reforma territorial de 2007, era una ciudad-distrito (Kreisfreie Stadt) directamente subordinada al estado, pero se fusionó con la vecina ciudad de Roßlau para dar lugar a la actual Dessau-Roßlau.
La obra de la Bauhaus en Weimar y en Dessau fue nombrada Patrimonio de la Humanidad por la UNESCO en 1996. Igualmente, en 2000 el Reino de los jardines de Dessau-Wörlitz, el mayor jardín inglés de la Europa continental, fue proclamado Patrimonio de la Humanidad.

## Geografía
Dessau está en una llanura aluvial donde el Mulde fluye al Elba. Esto causa inundaciones anuales. La peor inundación ocurrió en 2002, cuando el distrito de Waldersee fue casi completamente inundado. El sur de Dessau afecta a una zona bien arbolada llamada Mosigkauer Heide. La elevación mayor alcanza los 110 metros (Scherbelberg) en el suroeste de Dessau. Está rodeada por numerosos parques y palacios que la hacen una de las ciudades más verdes de Alemania.

## Historia
Dessau fue mencionada por vez primera en 1213. En 1570 se convirtió en la capital del principado de Anhalt, dentro del Sacro Imperio Romano Germánico. Anhalt se disolvió en 1603, pero Dessau siguió siendo una ciudad próspera, capital del mini-estado de Anhalt-Dessau. Cuando Anhalt fue reunificada en 1863 como el ducado de Anhalt-Dessau, Dessau se convirtió de nuevo en capital y así permaneció hasta 1918.

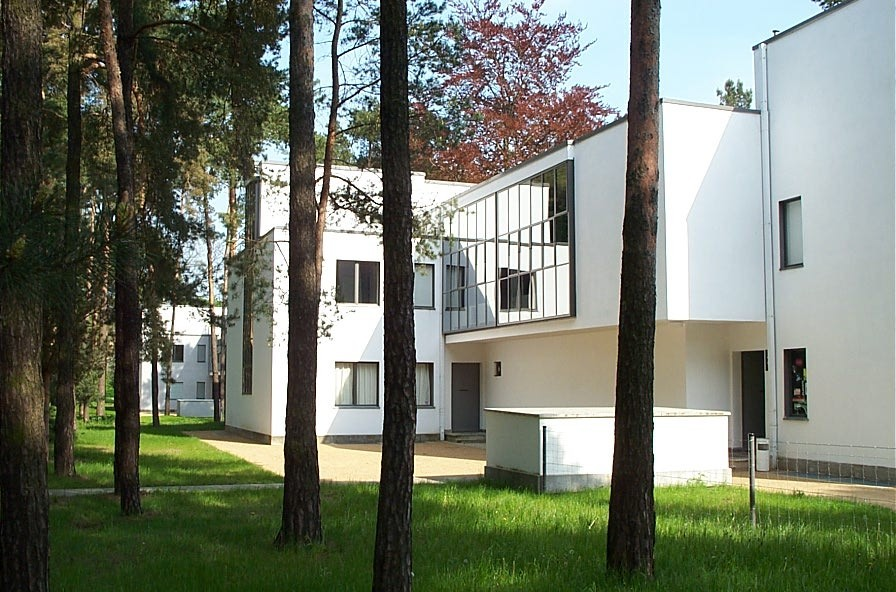
Meisterhäuser (Walter Gropius)

Dessau es famosa por su escuela de arquitectura Bauhaus. Se trasladó aquí en 1925, después de que fue forzada a cerrar en Weimar. Muchos artistas famosos impartieron clases en Dessau en los años siguientes, entre ellos Walter Gropius, Paul Klee y Vasili Kandinski. Los nazis forzaron el cierre de la Bauhaus en 1933.
La ciudad quedó prácticamente destruida por los bombardeos aliados en la Segunda Guerra Mundial el 7 de marzo de 1945, días antes de que las tropas estadounidenses ocuparan la ciudad, el 23 de abril. Después fue reconstruida en una arquitectura de hormigón propia de la República Democrática Alemana y se convirtió en un gran centro industrial de la Alemania del Este. Desde la reunificación alemana en 1990 han sido restaurados muchos edificios históricos.
El compositor Kurt Weill nació en Dessau. Desde 1993 la ciudad alberga un Festival Kurt Weill anualmente. Dessau fue también el lugar donde nacieron el filósofo Moses Mendelssohn (en 1729) y Leopoldo I de Anhalt-Dessau (der alte Dessauer), un laureado mariscal de campo del Reino de Prusia y el poeta Wilhelm Müller, autor de los textos que utilizó Franz Schubert en sus ciclos de Lieder Die schöne Müllerin y Winterreise.

## Transporte

### Transporte público
La red de tranvías de Dessau tiene tres líneas y se complementa con numerosas líneas de autobuses. El transporte público de Dessau es operado por Dessauer Verkehrsgesellschaft (DVG), que transporta alrededor de 6 millones de personas cada año.

### Estaciones de tren

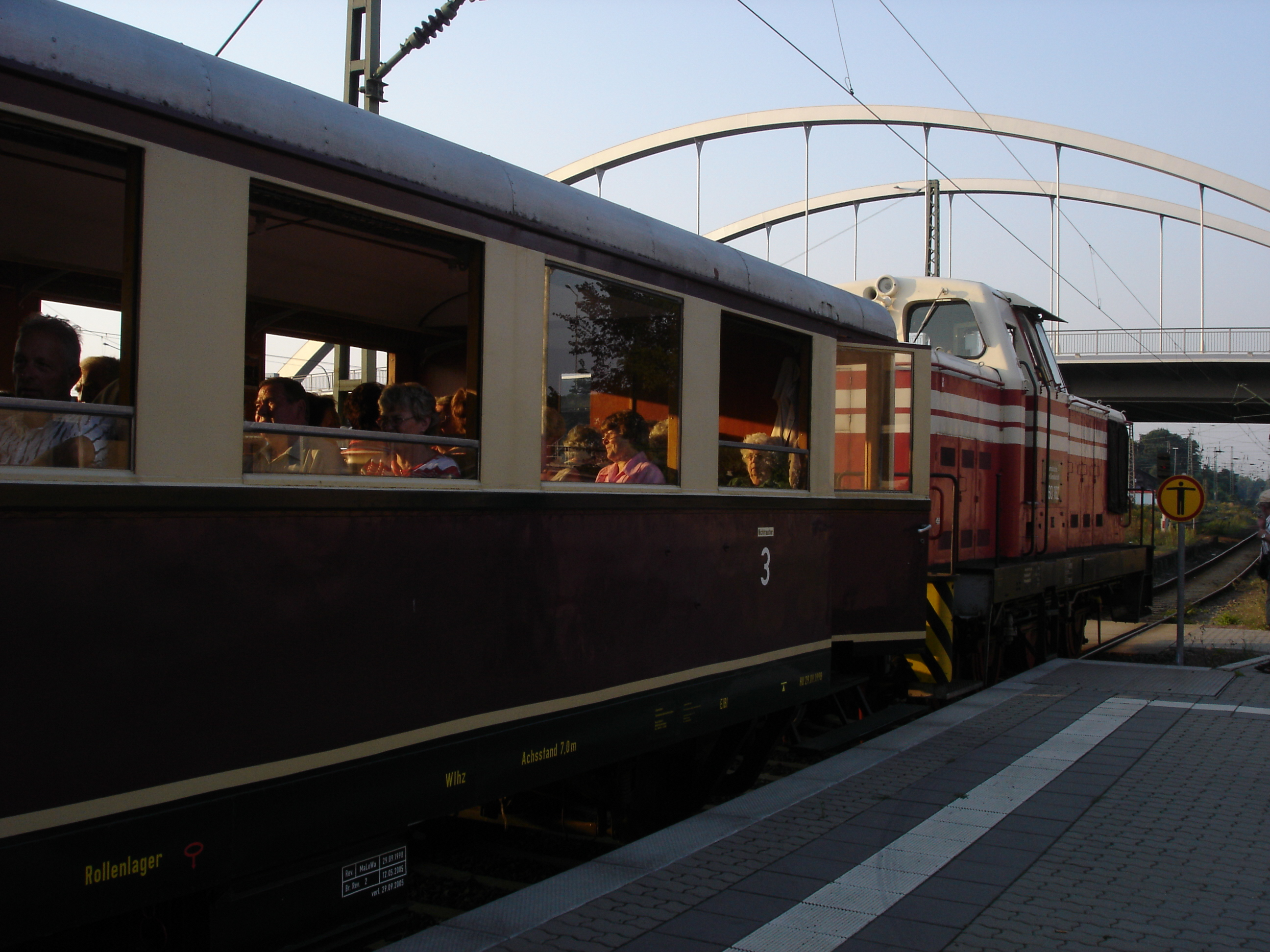
El Dessau-Wörlitzer-Eisenbahn (DWE)

Dessau Hauptbahnhof (estación principal) tiene conexiones con Magdeburgo, Berlín, Leipzig, Halle, Bitterfeld y Lutherstadt Wittenberg. La línea de Berlín se abrió el 1 de septiembre de 1840. La línea Dessau-Bitterfeld (abierta el 17 de agosto de 1857) se electrificó en 1911, el primer ferrocarril de larga distancia totalmente electrificado en Alemania. Dessau formó parte de la red de larga distancia InterCity hasta 2002. Los trenes regionales también paran en las estaciones Dessau-Süd, Dessau-Alten, Dessau-Mosigkau y Rodleben. El Dessau-Wörlitzer-Eisenbahn (ferrocarril) conecta Dessau con Wörlitz, una ciudad situada a 15 km al este, y el parque Wörlitzer. El punto de partida de este ferrocarril es la estación principal. Este tren también se detiene en las estaciones Dessau-Waldersee y Dessau-Adria.

### Carreteras

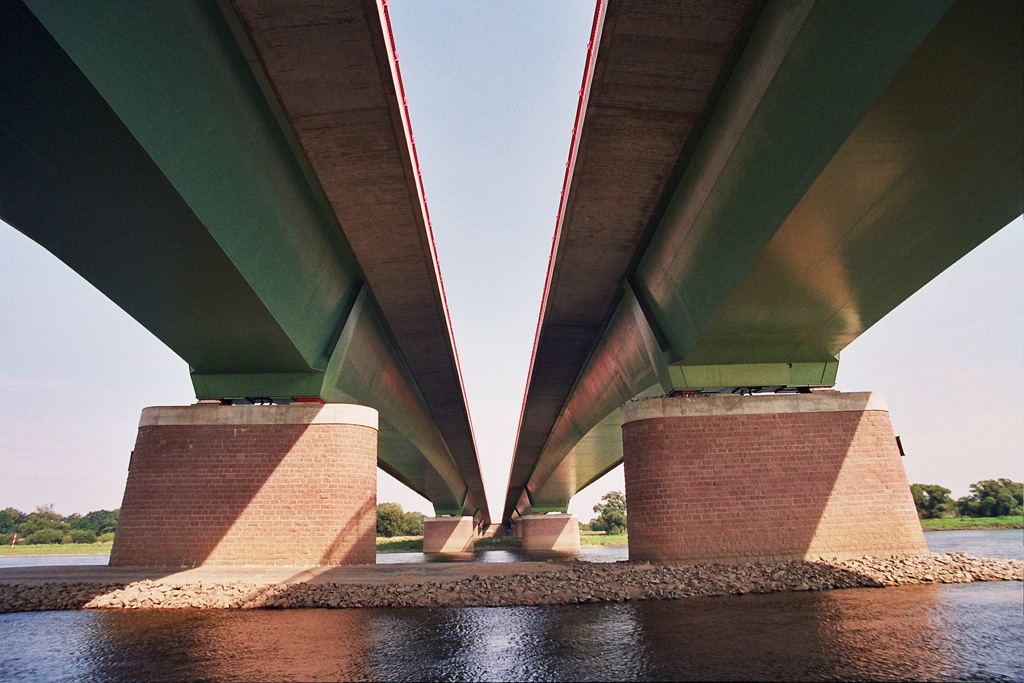
Puente de la A9 cerca de Dessau cruzando por el río Elba.

En 1938 se construyó la autopista A9 (Múnich-Berlín) al sureste del área de la ciudad. Las dos salidas a Dessau en la A9 se llaman "Dessau-Ost" y "Dessau-Süd". Dessau también es atravesado por la "Bundesstrassen" (carreteras federales) B184 y B185.

### Aeródromo
El campo de aviación de Dessau está situado al noroeste de la ciudad, entre los distritos Kleinkühnau, Alten y Siedlung. Un destino con un avión charter es posible. La pista tiene una longitud de 1000 m. El Museo Técnico Hugo Junkers está situado en el vecindario (directamente al este) del campo de aviación, que tiene el extremo oriental de la pista moderna colindando casi directamente con el extremo occidental de la histórica pista de aterrizaje de la fábrica de Junkers de la Segunda Guerra Mundial.

### Puerto
Hoy en día, el "Leopoldshafen" (puerto) se utiliza para los eventos internacionales anuales de regatas a motor. El "Wallwitzhafen" se utiliza como puerto deportivo privado para botes y el "Elbehafen" cerca de la Casa de los Granos se utiliza para cruceros. El próximo puerto de mercancías se encuentra en Rosslau.

### Bicicleta
Dessau se encuentra en el paisaje plano de las tierras bajas sajonas. Los caminos para bicicletas tienen una longitud de aproximadamente 146 km. y conectan todos los parques y lugares de interés.

## Galería

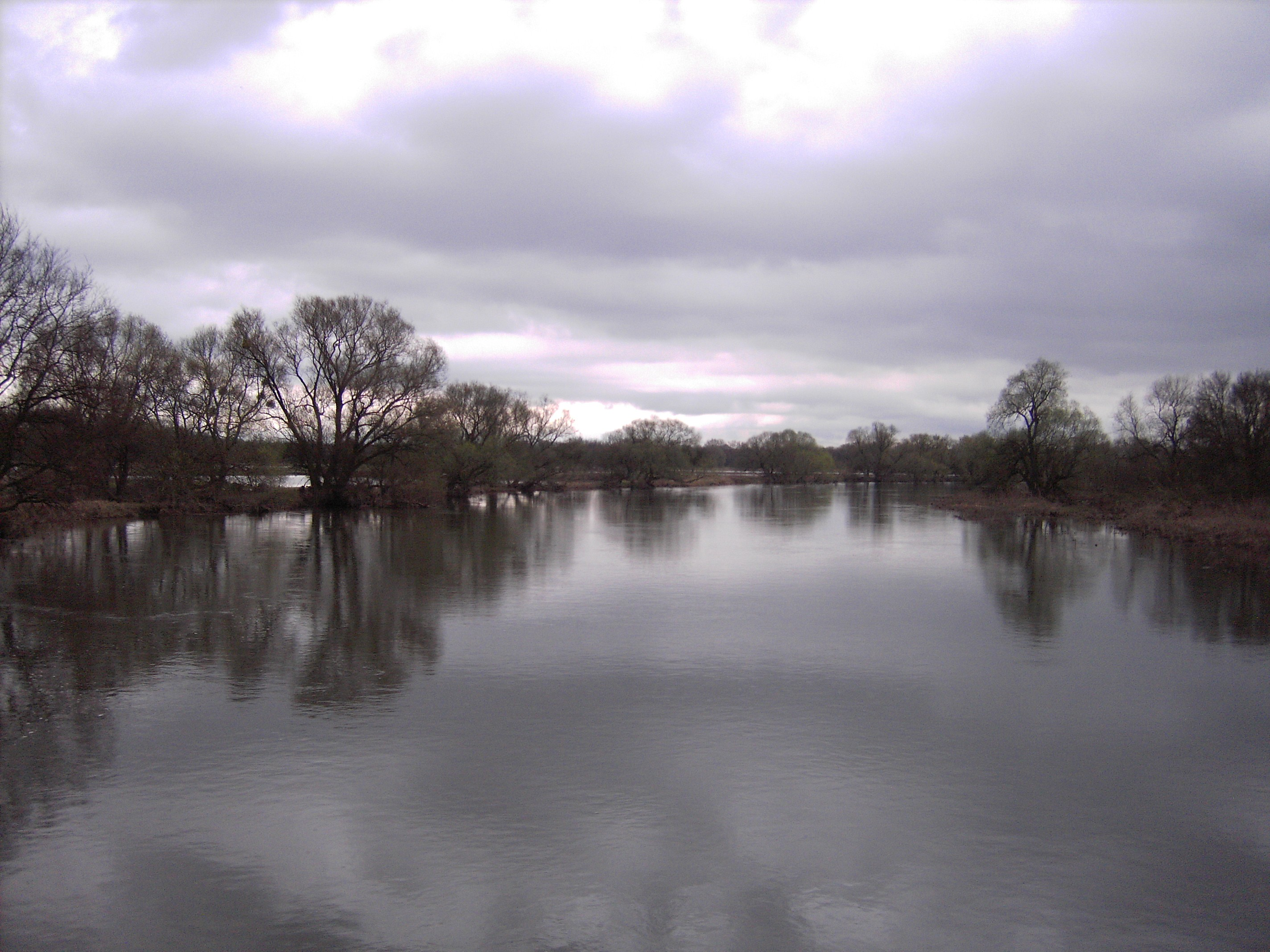
El río Mulde cerca de Dessau.
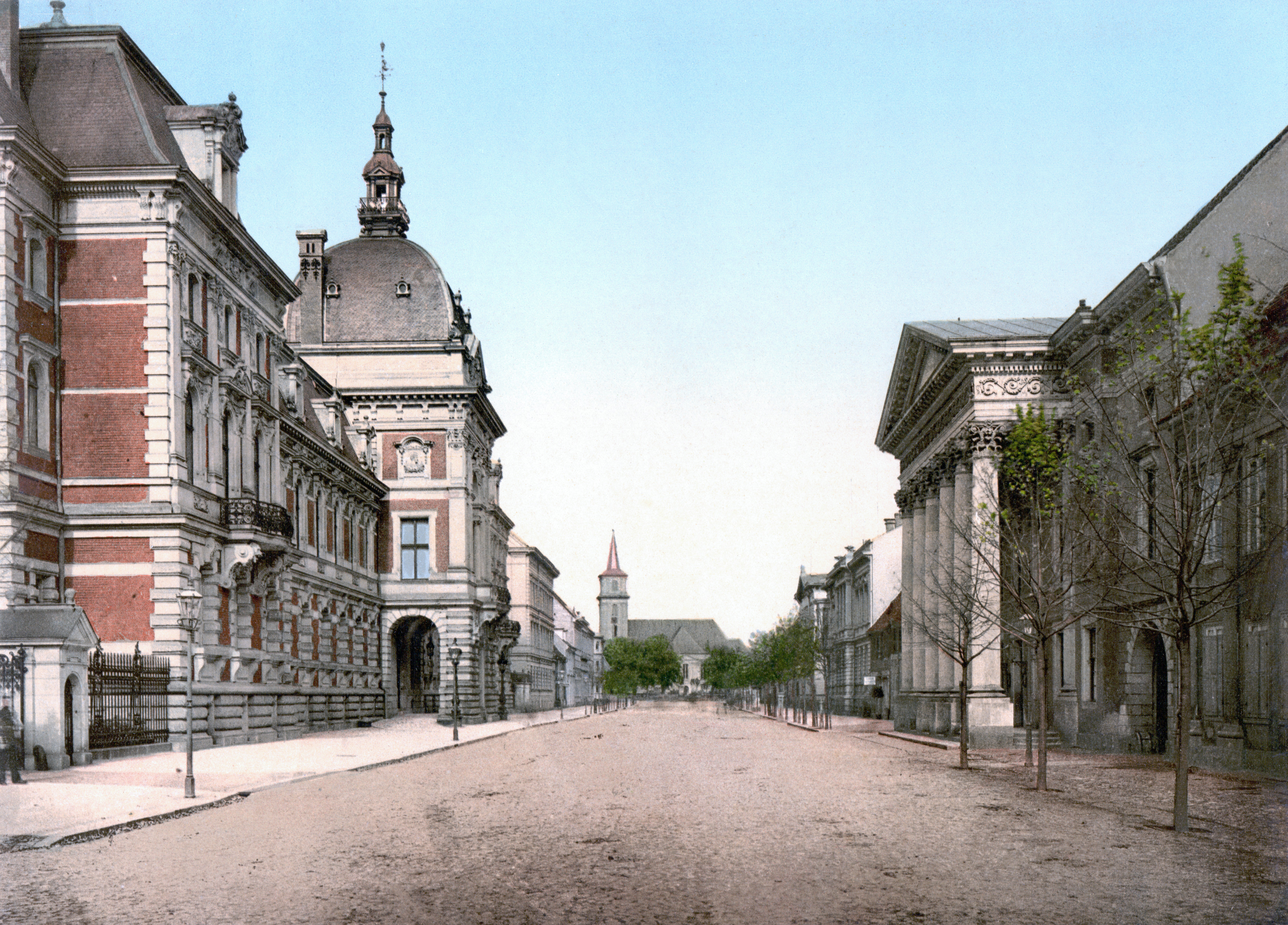
Cavalierstrasse en 1900.

## La Bauhaus
Hay varios ejemplos de arquitectura Bauhaus en Dessau, algunos de ellos incluidos en el Patrimonio de la Humanidad por la Unesco. el propio Colegio de la Bauhaus fue construido según esbozos de Walter Gropius.
- Museo de Dessau de la Bauhaus, con guía audiovisual
- Casas de los maestros
  - Casa Feininger (Centro Kurt Weill)
  - Casa Muche-Schlemmer
  - Casa Klee-Kandinsky
  - Casa Gropius (destruida), ahora se usa para ventas, café y librería
- Finca Dessau-Törten con Edificio y Casa de Acero, Laubenganghouses y Casa Fieger
- Casa del Grano, construida por Carl Fieger en 1930 como un restaurante, aún activo
- Oficina de empleo